# 배럿 올리버
배럿 올리버(Barret Oliver, 1973년 8월 24일 ~ )는 미국의 배우 및 사진가이다.

## 출연 작품

### 영화
- 코쿤
- 네버 엔딩 스토리